# Pottier & Stymus

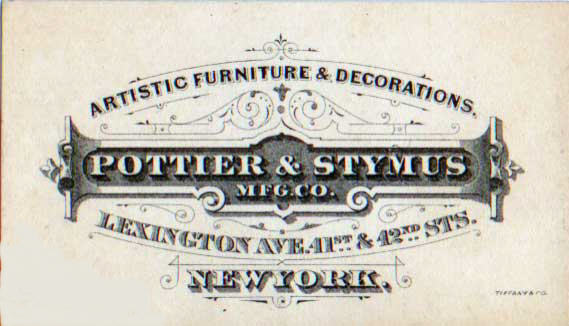
Geschäftskarte von Pottier & Stymus

Pottier & Stymus war eine US-amerikanische Einrichtungsfirma, die im letzten Drittel des 19. Jahrhunderts florierte.

## Firma
Gründer der Firma waren Auguste Pottier, ein Einwanderer aus Frankreich, und William P. Stymus senior. Sie übernahmen 1859 die New Yorker Firma ihres bisherigen Arbeitgebers, Rochefort and Skarren, nachdem Rochefort gestorben war. Ab dem 1. Mai 1859 firmierten sie als Pottier & Stymus mit einer Werkstatt in 115 Wooster Street und einem Verkaufsraum mit der Adresse 623 Broadway.
Pottier & Stymus waren schnell erfolgreich. 1875 hatten sie 750 Angestellte. Zu ihren Auftraggebern gehörten reiche Privatpersonen, aber auch die öffentliche Hand. Im Februar 1888 liquidierte Pottier and Stymus Manufacturing Company und wurde in die Pottier and Stymus Company umgewandelt. Die Leitung hatte Adrian Pottier, ein Neffe Auguste Pottiers. Weitere Angehörige der Firmenleitung waren Auguste Pottier als Vizepräsident der Gesellschaft, William P. Stymus senior und junior, Frank Pentz und einige weitere Männer. Am 1. März brach ein Feuer in der Fabrik in der Lexington Avenue aus und legte die Gebäude in Schutt und Asche. Sie wurden an gleicher Stelle wieder aufgebaut. 

## Bekannte Kunden
1869 statteten Pottier & Stymus das Büro des Präsidenten und den Kabinettsraum im Weißen Haus aus. 1875 ließ der Eisenbahnkönig Leland Stanford sein Haus in Palo Alto von Pottier & Stymus einrichten.
Zwischen 1882 und Februar 1884 statteten Pottier & Stymus für mehr als 36 000 Dollar Glenmont Estate in Llewellyn Park in New Jersey aus. Dieses Haus war 45 Jahre lang der Wohnsitz von Thomas Alva Edison; allerdings hatte nicht der berühmte Erfinder den Auftrag zur Einrichtung erteilt. Das Haus wurde 1880 von Henry Hudson Holly für Henry C. Pedder erbaut und eingerichtet. Pedder wurde kurz nach Fertigstellung der Wohnstatt des Betrugs an seinen Arbeitgebern, der Firma Arnold, Constable & Co., überführt und sein Besitz ging in die Hände seiner Arbeitgeber über. 1885 übernahm Edison, der gerade seine zweite Ehe eingegangen war, das Anwesen. Von den etwa 120 Stücken, die Pottier & Stymus einst an Pedder verkauften, sind etwa 70 % erhalten geblieben. Eindeutig zuweisen lassen sich davon indes nur 23 Möbelstücke, die entsprechende Aufschriften tragen. 1888 ließ die Familie Edison bei Pottier & Stymus noch einige Veränderungen und Ergänzungen vornehmen.
Neben den exklusiven Möbeln für offizielle Gebäude und sehr reiche Kunden produzierte die Firma auch einfachere und billigere Möbel. Darauf lassen zumindest Zeichnungen im New Monthly Magazine vom November 1876 schließen.

## Firmenarchiv
Aus dem Golden Book of Celebrated Manufacturers and Merchants in the United States, das anlässlich der Jahrhundertausstellung in Philadelphia publiziert wurde, geht hervor, dass Pottier & Stymus ein ausgefeiltes Dokumentationssystem für ihre Produkte pflegten. Jedes Möbelstück erhielt zu Produktionsbeginn eine bestimmte, mehrstellige Nummer; zusammengehörige Stücke sind an ihren nahe beieinander liegenden Nummern zu erkennen. Wahrscheinlich wurden die Möbel auch für die Fotogalerie der Firma aufgenommen.

## Museumsstücke
Thomas Alva Edisons Wohnsitz ist heute Museum. Weitere Stücke von Pottier & Stymus sind im Brooklyn Museum zu sehen. Nicht sicher zugeschrieben werden kann ein Tisch im Metropolitan Museum of Art.

## Kuriosum
1876 berichtete die New York Times über eine gerichtliche Auseinandersetzung von Pottier & Stymus mit dem zahlungsunwilligen Gouverneur Samuel J. Tilden.